# Oleksandr Tkatjenko
Oleksandr Volodymyrovytj Tkatjenko (på ukrainsk: Олександр Володимирович Ткаченко) (født 19. juni 1960 i Kyiv, død 3. november 2015[kilde mangler]) var en ukrainsk roer.

## Rokarriere
Tkatjenko var med til at vinde guld ved VM for juniorer i firer med styrmand for Sovjetunionen i 1978, og året efter var han med i den sovjetiske otter, der vandt bronze ved senior-VM. Han var igen en del af den otter, der repræsenterede Sovjetunionen ved OL 1980 på hjemmebane i Moskva. Viktor Kokosjin, Andrij Tisjtjenko, Jonas Pinskus, Jonas Narmontas, Andrej Luhin, Oleksandr Mantsevitj, Ihar Majstrenka og styrmand Hrihorij Dmitrenko udgjorde resten af bådens besætning. Den sovjetiske båd havde bedste tid i indledende runde, men i finalen var det de østtyske storfavoritter, der efter 1000 m lagde sig i spidsen og sikrede sig guld med et pænt forspring til briterne på andenpladsen, mens den sovjetiske båd fik bronze.

## OL-medaljer
- 1980:  Bronze i otter